# Богданович, Григорий Иосифович
Григо́рий Ио́сифович Богдано́вич (27 августа 1914 год, Коктебель, Таврическая губерния — 19 января 2003 год, Москва) — начальник Львовской железной дороги (1959—1975). Герой Социалистического Труда (1971).

## Биография
Родился 27 августа 1914 года в крестьянской семье в Коктебеле. Окончил семилетнюю школу. После окончания в 1933 году Феодосийского железнодорожного техникума работал дежурным на станции Чудово Октябрьской железной дороги. Во время Великой Отечественной войны служил на Ярославской железной дороге.
После окончания в 1947 году Московского института инженеров железнодорожного транспорта работал в Киеве на Юго-Западной железной дороге. В 1948 году направлен для работы на Львовскую железную дорогу. Был начальником станции Чоп и затем — начальником дистанции пути. В 1959 году назначен начальником дороги. Во время его руководства была проведена электрификация карпатских участков дороги. Было электрифицировано 1150 километров железной дороги, в частности участки Львов — Стрый — Чоп, Львов — Мостиска, и Львов — Здолбунов. Были построены вторые пути от Чопа до Львова. Важнейшие участки дороги были переведены на тепловозную и электровозную тягу. Принимал непосредственное участие в строительстве социальных объектов для железнодорожников.
В 1971 году был удостоен звания Героя Социалистического Труда «за выдающиеся успехи в выполнении заданий пятилетнего плана перевозок и повышении эффективности использования технических средств железнодорожного транспорта».
Проработал на Львовской железной дороге 25 лет. Его преемником на должности начальника Львовской железной дороги стал Григорий Акимович Порох (1975—1984). В 1975 году назначен в Москву главным ревизором по безопасности движения поездов и членом коллегии Министерства путей сообщения.
В 1984 году вышел на пенсию. Скончался 19 января 2003 года в Москве после продолжительной болезни. Похоронен на Троекуровском кладбище.

## Награды
- Герой Социалистического Труда — указом Президиума Верховного Совета СССР от 4 мая 1971 года
- Орден Ленина (дважды)
- Почётный железнодорожник